# 香川豊
香川 豊（かがわ ゆたか）は、日本のアニメーション監督、アニメーション演出家。

## 略歴・人物
タツノコプロ出身。現在は紺吉有限会社で活動している。2000年代前半にはデジタル・メディアラボ制作の監督を多く務めていた。